# Eduart
Eduart – grecko-niemiecko-macedońsko-albański film fabularny z roku 2006 w reżyserii Angeliki Antoniou.

## Fabuła
Bohaterem filmu jest młody Albańczyk, który porzuca własną, okrutną rodzinę i własny kraj, aby w sąsiedniej Grecji rozpocząć karierę gwiazdy rocka. Gwałtowny charakter Eduarta prowadzi go na drogę przestępczą. Po zabójstwie dokonanym w Atenach trafia do więzienia. Współpracuje tam z niemieckim lekarzem-wolontariuszem, pracującym w więzieniu. Obserwacja jego postępowania skłania Eduarta do zmiany swojego życia.
Film był oficjalnym greckim kandydatem w 80 edycji nagród Amerykańskiej Akademii Filmowej, w kategorii - najlepszy film nieanglojęzyczny, ale nie otrzymał nominacji.

## Obsada
- Eshref Durmishi jako Eduart
- André Hennicke jako dr Christoph Erdmann
- Ndriçim Xhepa jako Raman
- Ermela Teli jako Natasha
- Adrian Aziri jako Elton
- Gazmend Gjokaj jako Pedro
- Manos Vakousis jako Giorgios Harisis
- Edi Mehana jako Ali
- Ekrem Ahmeti jako stary więzień
- Elhame Bilal jako Linda
- Lulzim Zeqja jako Besnik
- Christos Antoniu jako strażnik
- Dimitris Babukidis jako więzień
- Blerim Darlishta jako bandyta
- Armando Dauti jako Ilir

## Nagrody
- Śródziemnomorski Międzynarodowy Festiwal Filmowy w Montpelier
  - Złota Antygona za reżyserię
- Międzynarodowy Festiwal Filmowy w Salonikach
  - nagroda FIPRESCI
  - dla najlepszego filmu
  - dla najlepszego scenariusza
  - za reżyserię
  - za najlepszą muzykę